# BRT (azienda)
BRT S.p.A. (precedentemente Bartolini S.p.A.) è un'azienda italiana attiva nel settore del trasporto di merci, parte del gruppo DPD.
Le sue attività principali sono quelle di trasporto nazionale su gomma e di logistica mentre per quelle di trasporto internazionale si avvale della collaborazione di network esteri con copertura di destinazioni in tutto il mondo.
In Italia è presente con 203 filiali; i suoi automezzi sono riconoscibili dalla livrea di colore rosso.

## Storia

Logo utilizzato fino al 2011

L'azienda è nata nel 1928 a Bologna.
Nel 2000 una quota del 20 % del capitale sociale è stata acquisita da Poste Italiane attraverso la sua controllata SDA Express Courier, con conseguente formazione di un consorzio tra le tre aziende per lo smistamento di pacchi sul territorio nazionale. Questo accordo è stato anche oggetto di contestazione da parte delle aziende concorrenti presso l'AGCOM, ma si è concluso a favore del consorzio stesso. Il consorzio rappresentava il 40 % del mercato.
Nel 2005 Poste Italiane non rinnovò i termini dell'accordo originariamente stipulato e vendette le quote di partecipazione in Bartolini.
La società ha avuto la denominazione di Bartolini, derivante dal nome del fondatore Divo Bartolini, fino al 6 giugno 2011, quando ha cambiato nome in BRT, dalle prime tre consonanti.
Nel 2016 una quota di minoranza dell'azienda è stata acquistata dall'azienda francese DPD (gruppo La Poste), attiva anch'essa nel trasporto merci. Nell'agosto del 2019 La Poste ha aumentato la partecipazione della quota societaria passando dal 37,5 % al 85 % lasciando il controllo del restante 15 % alla famiglia italiana. Dopo questa operazione finanziaria il nuovo amministratore delegato dell'azienda, prendendo il posto di Daniele Bartolini, è diventato Dalmazio Manti, già direttore generale.
Nel marzo 2023 la sezione Misure di prevenzione del Tribunale di Milano dispone l'amministrazione giudiziaria per un anno.
A ottobre 2023 Stefania Pezzetti è nominata amministratore delegato della società.

## Dati

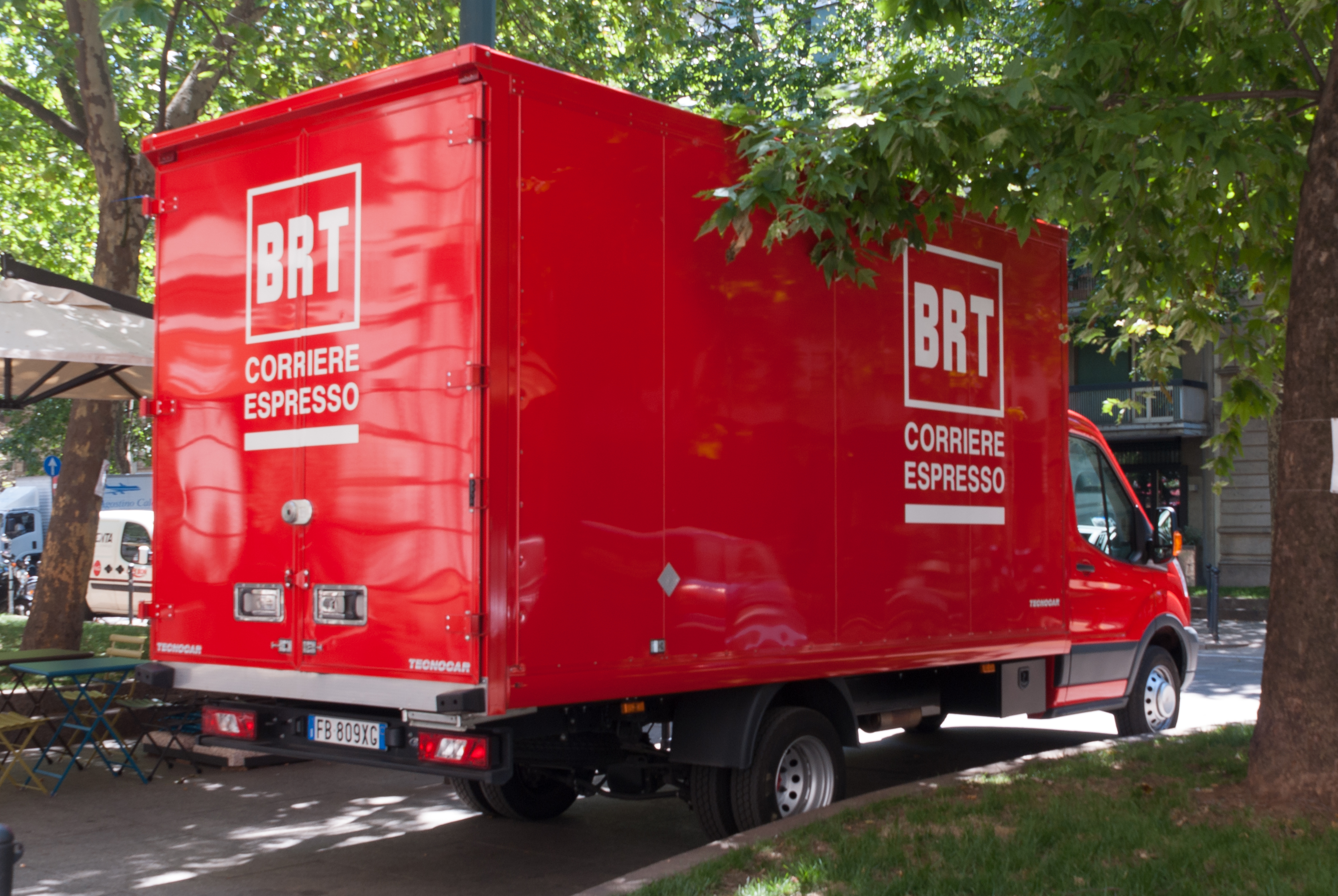
Un veicolo BRT

Al 2001, l'azienda dichiarava un numero annuo di spedizioni e di colli trasportati rispettivamente di 43 e 80 milioni, un fatturato annuale di oltre 927 milioni di euro e la copertura di circa il 22,4 % del mercato italiano nel settore del trasporto di pacchi sino a 30 kg.
Relativamente al 2010 l'azienda ha dichiarato un volume di colli trasportati superiori a 125 milioni. Secondo le statistiche diffuse da Confetra relative all'anno 2012, si è piazzata al secondo posto tra le imprese di trasporto operanti in Italia. Nel 2016 è invece al primo posto.